# Championnat de Colombie de football 1974
Navigation
Saison précédente Saison suivante
La saison 1974 du Championnat de Colombie de football est la vingt-septième édition du championnat de première division professionnelle en Colombie. Les quatorze meilleures équipes du pays sont regroupées au sein d'une poule unique, où elles s'affrontent lors de deux tournois saisonniers, disputés en matchs aller et retour. La poule nationale pour le titre voit s'affronter les six meilleures équipes sur l'ensemble des deux tournois. À l'issue de la compétition, il n'y a ni promotion, ni relégation.
C'est le club du Deportivo Cali qui remporte la compétition, après avoir terminé en tête de l' Hexagonal, devant le tenant du titre, l'Atlético Nacional et le Deportivo Pereira. C'est le cinquième titre de champion de l'histoire du club.

## Les clubs participants
| - Independiente Santa Fe - CD Los Millonarios - Deportes Tolima - Atlético Bucaramanga - Once Caldas - Independiente Medellin - Unión Magdalena | - Atlético Nacional - Deportivo Pereira - América de Cali - Cucuta Deportivo - Deportes Quindio - Deportivo Cali - Atlético Junior |

## Compétition
Le barème utilisé pour établir le classement est le suivant -
- Victoire : 2 points
- Match nul : 1 point
- Défaite : 0 point

### Tournoi Ouverture

#### Classement
| Rang | Équipe                 | Pts | J  | G  | N  | P  | Bp | Bc | Diff |
| ---- | ---------------------- | --- | -- | -- | -- | -- | -- | -- | ---- |
| 1    | Atlético NacionalT     | 37  | 26 | 15 | 7  | 4  | 38 | 22 | +16  |
| 2    | Deportivo Cali         | 37  | 26 | 14 | 9  | 3  | 38 | 19 | +19  |
| 3    | CD Los Millonarios     | 33  | 26 | 15 | 3  | 8  | 38 | 21 | +17  |
| 4    | Atlético Junior        | 33  | 26 | 12 | 9  | 5  | 27 | 18 | +9   |
| 5    | Independiente Medellín | 30  | 26 | 11 | 8  | 7  | 32 | 22 | +10  |
| 6    | Independiente Santa Fe | 30  | 26 | 11 | 8  | 7  | 38 | 33 | +5   |
| 7    | América de Cali        | 29  | 26 | 9  | 11 | 6  | 27 | 24 | +3   |
| 8    | Cúcuta Deportivo       | 22  | 26 | 6  | 10 | 10 | 18 | 26 | -8   |
| 9    | Once Caldas            | 21  | 26 | 8  | 5  | 13 | 31 | 41 | -10  |
| 10   | Deportes Quindío       | 21  | 26 | 6  | 9  | 11 | 27 | 35 | -8   |
| 11   | Atlético Bucaramanga   | 21  | 26 | 5  | 11 | 10 | 20 | 35 | -15  |
| 12   | Deportivo Pereira      | 19  | 26 | 7  | 5  | 14 | 21 | 28 | -7   |
| 13   | Unión Magdalena        | 17  | 26 | 5  | 7  | 14 | 18 | 34 | -16  |
| 14   | Deportes Tolima        | 14  | 26 | 1  | 12 | 13 | 18 | 34 | -16  |

|  | Participation au barrage |
|  | T: Tenant du titre       |

#### Matchs
| Résultats (▼dom., ►ext.) | AME | BUC | CAL | CUC | JUN | MAG | MED | MIL | NAL | ONC | PER | QUI | SAN | TOL |
| América de Cali          |     | 0-0 | 1-1 | 0-0 | 1-2 | 2-0 | 2-1 | 2-0 | 1-1 | 2-1 | 2-1 | 2-0 | 0-2 | 2-0 |
| Atlético Bucaramanga     | 1-1 |     | 0-0 | 1-0 | 0-0 | 0-0 | 0-0 | 0-1 | 0-4 | 1-1 | 2-0 | 1-0 | 1-1 | 2-2 |
| Deportivo Cali           | 2-2 | 5-1 |     | 0-1 | 1-0 | 2-2 | 1-0 | 3-2 | 2-0 | 4-1 | 0-0 | 3-1 | 2-1 | 1-0 |
| Cúcuta Deportivo         | 0-0 | 1-0 | 0-0 |     | 0-0 | 3-0 | 0-1 | 0-0 | 0-0 | 4-1 | 0-2 | 1-1 | 2-1 | 2-1 |
| Atlético Junior          | 2-0 | 2-1 | 1-1 | 2-0 |     | 2-1 | 1-0 | 2-1 | 0-0 | 1-1 | 1-0 | 2-1 | 0-0 | 4-2 |
| Unión Magdalena          | 0-2 | 2-3 | 0-1 | 1-0 | 0-0 |     | 2-1 | 0-1 | 1-0 | 2-0 | 0-0 | 2-2 | 1-1 | 2-0 |
| Independiente Medellín   | 2-1 | 2-0 | 1-1 | 2-0 | 0-1 | 3-1 |     | 2-1 | 0-3 | 1-0 | 3-0 | 4-1 | 3-1 | 2-1 |
| CD Los Millonarios       | 4-0 | 1-1 | 0-1 | 3-0 | 1-0 | 1-0 | 1-1 |     | 3-0 | 3-0 | 2-1 | 2-0 | 0-1 | 1-0 |
| Atlético Nacional        | 1-1 | 3-1 | 1-2 | 1-0 | 1-1 | 1-0 | 1-0 | 1-0 |     | 2-1 | 1-0 | 2-2 | 2-2 | 2-1 |
| Once Caldas              | 2-2 | 2-1 | 0-2 | 3-1 | 1-2 | 3-0 | 1-1 | 1-2 | 2-4 |     | 1-0 | 2-0 | 2-3 | 1-1 |
| Deportivo Pereira        | 0-1 | 4-0 | 1-0 | 0-0 | 1-0 | 2-0 | 1-1 | 1-3 | 1-2 | 1-0 |     | 3-2 | 0-1 | 0-0 |
| Deportes Quindío         | 0-0 | 1-2 | 0-0 | 2-2 | 2-0 | 2-0 | 0-0 | 1-0 | 0-1 | 0-1 | 1-0 |     | 1-1 | 2-0 |
| Independiente Santa Fe   | 1-0 | 2-1 | 3-2 | 2-0 | 2-1 | 2-1 | 1-1 | 1-2 | 1-2 | 1-2 | 3-2 | 2-3 |     | 0-0 |
| Deportes Tolima          | 0-0 | 0-0 | 0-1 | 2-2 | 0-0 | 0-0 | 0-0 | 2-3 | 0-2 | 0-1 | 2-0 | 2-2 | 2-2 |     |

#### Barrage
L'Atlético Nacional et le Deportivo Cali ayant fini à égalité en tête du classement, les deux formations disputent un barrage pour le départager.
| Équipe 1          | Résultat | Équipe 2       | Aller | Retour |
| ----------------- | -------- | -------------- | ----- | ------ |
| Atlético Nacional | 4 - 4    | Deportivo Cali | 3 - 2 | 1 - 2  |

C'est le nombre de victoires lors de la phase régulière qui est utilisé comme critère de départage à l'issue du match retour.

### Tournoi Clôture

#### Classement
Groupe A :
| Rang | Équipe                 | Pts | J  | G  | N | P | Bp | Bc | Diff |
| ---- | ---------------------- | --- | -- | -- | - | - | -- | -- | ---- |
| 1    | Deportivo Cali         | 30  | 21 | 11 | 8 | 2 | 29 | 13 | +16  |
| 2    | América de Cali        | 27  | 21 | 10 | 7 | 4 | 22 | 16 | +6   |
| 3    | CD Los Millonarios     | 26  | 21 | 10 | 6 | 5 | 26 | 14 | +12  |
| 4    | Independiente Santa Fe | 24  | 21 | 10 | 4 | 7 | 27 | 21 | +6   |
| 5    | Atlético Nacional      | 24  | 21 | 8  | 8 | 5 | 28 | 16 | +12  |
| 6    | Atlético Junior        | 22  | 21 | 8  | 6 | 7 | 26 | 24 | +2   |
| 7    | Independiente Medellín | 18  | 21 | 5  | 8 | 8 | 23 | 29 | -6   |

Groupe B :
| Rang | Équipe               | Pts | J  | G  | N | P  | Bp | Bc | Diff |
| ---- | -------------------- | --- | -- | -- | - | -- | -- | -- | ---- |
| 1    | Deportivo Pereira    | 25  | 21 | 10 | 5 | 6  | 21 | 16 | +5   |
| 2    | Deportes Quindio     | 21  | 21 | 9  | 3 | 9  | 30 | 27 | +3   |
| 3    | Deportes Tolima      | 21  | 21 | 9  | 3 | 9  | 26 | 29 | -3   |
| 4    | Atlético Bucaramanga | 18  | 21 | 6  | 6 | 9  | 22 | 23 | -1   |
| 5    | Cúcuta Deportivo     | 17  | 21 | 5  | 7 | 9  | 23 | 31 | -8   |
| 6    | Once Caldas          | 12  | 21 | 4  | 4 | 13 | 16 | 36 | -20  |
| 7    | Unión Magdalena      | 9   | 21 | 2  | 5 | 14 | 16 | 40 | -24  |

### Classement cumulé
| Rang | Équipe                 | Pts | J  | G  | N  | P  | Bp | Bc | Diff |
| ---- | ---------------------- | --- | -- | -- | -- | -- | -- | -- | ---- |
| 1    | Deportivo Cali         | 67  | 47 | 25 | 17 | 5  | 67 | 32 | +35  |
| 2    | Atlético NacionalT     | 61  | 47 | 23 | 15 | 9  | 66 | 38 | +28  |
| 3    | CD Los Millonarios     | 59  | 47 | 25 | 9  | 13 | 64 | 35 | +29  |
| 4    | América de Cali        | 56  | 47 | 19 | 18 | 10 | 49 | 40 | +9   |
| 5    | Atlético Junior        | 55  | 47 | 20 | 15 | 12 | 53 | 42 | +11  |
| 6    | Independiente Santa Fe | 54  | 47 | 21 | 12 | 14 | 65 | 54 | +11  |
| 7    | Independiente Medellín | 48  | 47 | 16 | 16 | 15 | 55 | 51 | +4   |
| 8    | Deportivo Pereira      | 44  | 47 | 17 | 10 | 20 | 42 | 45 | -3   |
| 9    | Deportes Quindío       | 42  | 47 | 15 | 12 | 20 | 61 | 62 | -1   |
| 10   | Atlético Bucaramanga   | 39  | 47 | 11 | 17 | 19 | 42 | 58 | -16  |
| 11   | Cúcuta Deportivo       | 39  | 47 | 11 | 17 | 19 | 42 | 57 | -15  |
| 12   | Deportes Tolima        | 35  | 47 | 10 | 15 | 22 | 44 | 63 | -19  |
| 13   | Once Caldas            | 33  | 47 | 12 | 9  | 26 | 47 | 77 | -30  |
| 14   | Unión Magdalena        | 26  | 47 | 7  | 12 | 28 | 34 | 77 | -43  |

|  | Qualification pour l' Hexagonal |
|  | T: Tenant du titre              |

- Le Deportivo Pereira obtient sa qualification pour l'Hexagonal grâce à sa place de premier du groupe B du Tournoi de Clôture.

### Hexagonal
| Rang | Équipe             | Pts | J  | G | N | P | Bp | Bc | Diff |
| ---- | ------------------ | --- | -- | - | - | - | -- | -- | ---- |
| 1    | Deportivo Cali     | 13  | 10 | 5 | 3 | 2 | 12 | 10 | +2   |
| 2    | Atlético NacionalT | 11  | 10 | 3 | 5 | 2 | 18 | 15 | +3   |
| 3    | Deportivo Pereira  | 10  | 10 | 2 | 6 | 2 | 19 | 16 | +3   |
| 4    | CD Los Millonarios | 9   | 10 | 3 | 3 | 4 | 13 | 14 | -1   |
| 5    | Atlético Junior    | 9   | 10 | 3 | 3 | 4 | 19 | 23 | -4   |
| 6    | América de Cali    | 8   | 10 | 2 | 4 | 4 | 15 | 18 | -3   |

|  | Qualification pour la Copa Libertadores 1975 |
|  | T: Tenant du titre                           |

## Bilan de la saison
| Championnat de Colombie de football 1974 |                           |
| Champion                                 | Deportivo Cali (5e titre) |
| Qualifications continentales             |                           |
| Copa Libertadores 1975                   | Deportivo Cali            |
| Copa Libertadores 1975                   | Atlético Nacional         |
| Promotions et relégations                |                           |
| Promus en Primera A                      | Aucun                     |
| Relégués en Primera B                    | Aucun                     |